# Ion Dinu
Ion Dinu (n. 2 iulie 1921 la Corabia, județul Olt) a fost un deputat român în legislatura 1992-1996, ales în municipiul București pe listele partidului PNȚCD/PER.
Ion Dinu a absolvit facultatea de drept din București; a fost avocat și consilier la Baroul București. În 1946, Ion Dinu a fost arestat pentru activitate de propagandă în favoarea Partidului Național-Țărănesc. Ca deputat, Ion Dinu a fost membru al Comisiei pentru drepturile omului, culte și problemele minorităților naționale și a alcătuit proiectul de lege pentru Instituția Avocatul Poporului.